# Clostridiales
Clostridiales — ряд бактерій типу Firmicutes, що містить рід Clostridium та пов'язані роди. Всі представники характеризуються відсутністю аеробного дихання. Зараз, проте, існують дані, що ця група не є монофілетичною, і таким чином має бути переглянута.